# Devonport Warriors
Die Devonport Warriors waren eine professionelle Basketball-Mannschaft der australasischen National Basketball League (NBL) aus der im australischen Bundesstaat Tasmanien gelegenen Stadt Devonport. Das Team trat in der der Saison 1983 und 1984 in der NBL an. Anschließend zogen sie sich aus der Liga zurück und nahmen bis 1993 an der halbprofessionellen South East Australian Basketball League teil.

## Saisonbilanzen in der NBL
- Meister der NBL
- Vizemeister der NBL

| Saison | Platz | Spiele | Siege | Niederlagen | Siegquote in % | PlayOffs           |
| ------ | ----- | ------ | ----- | ----------- | -------------- | ------------------ |
| 1983   | 8     | 22     | 2     | 20          | 9,1            | nicht qualifiziert |
| 1984   | 7     | 23     | 4     | 19          | 17,4           | nicht qualifiziert |

## Trainerhistorie
- Phil Thomas: 1983
- Mark Leader: 1984